# Biblia moralizada

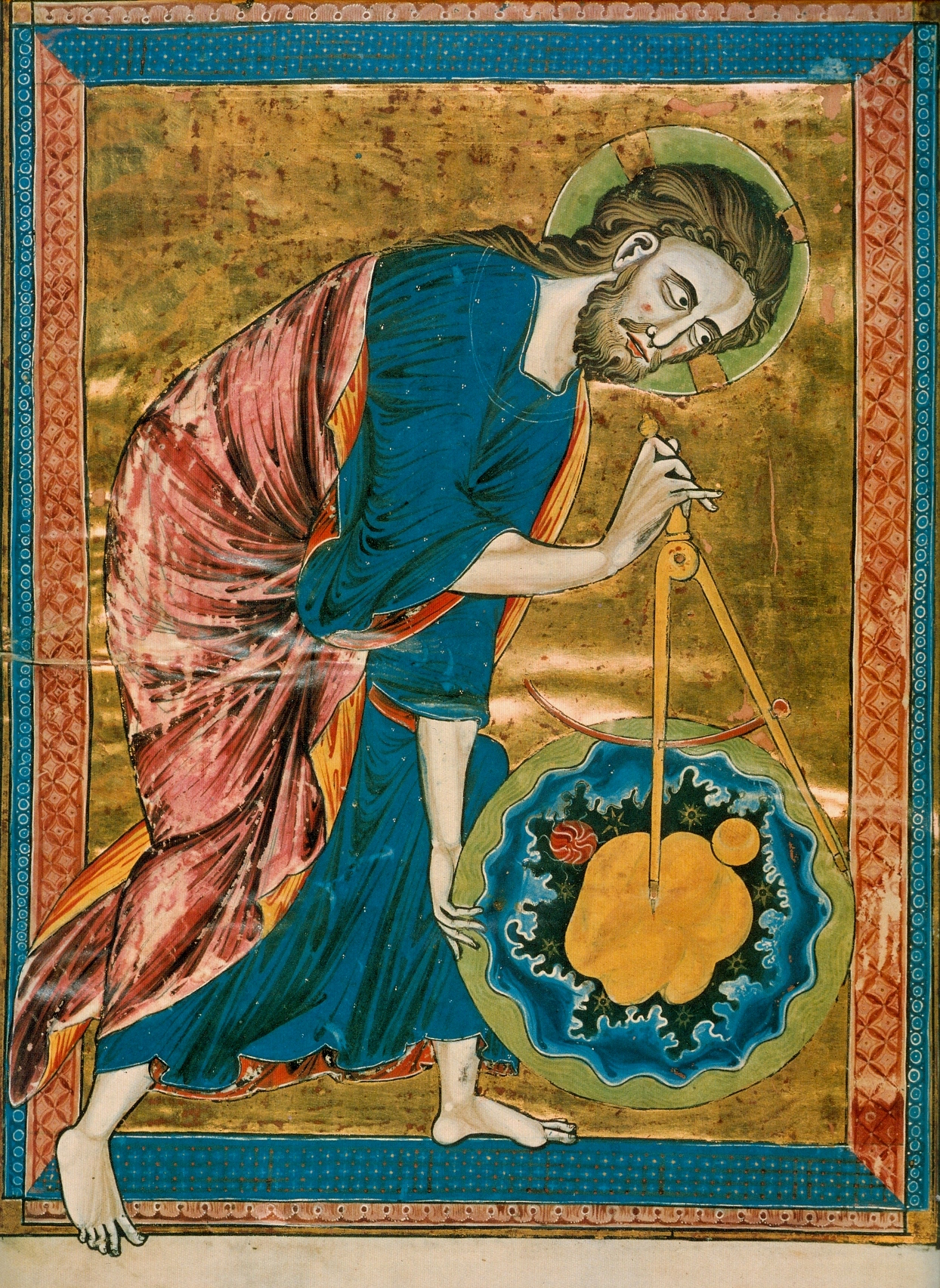
Miniatura de la biblia moralizada de «Dios como el arquitecto del mundo», folio I verso, París h. 1220–1230. Tinta, témpera, y pan de oro sobre vitela 1' 1½" × 8¼". Osterreichische Nationalbibliothek, Viena 2554. Dios forma el universo con la ayuda de un compás. Dentro del círculo perfecto ya creado están el sol y la luna, esféricos, y la materia informe que se convertirá en la Tierra una vez que Dios aplique los mismos principios geométricos. Una vista de la Tierra influida por la antigua geometría griega y los iconos de la Iglesia ortodoxa.

Una biblia moralizada (en francés, Bible moralisée) es un nombre tardío que se ha dado a un tipo de manuscrito bíblico iluminado que data de la Baja Edad Media (siglos XIII a XV) y está formada por una selección de versículos de la biblia en latín, acompañados por comentarios que explican las lecciones morales y teológicas asociadas sistemáticamente con miniaturas que ilustran estos extractos. A veces se llaman también Bible historiée («biblia historiada»), Bible allégorisée, o Emblèmes bibliques. Las biblias más grandes contienen hasta 5.000 miniaturas.
Aunque grandes, los manuscritos solo contienen selecciones del texto de la Biblia, junto con comentarios e ilustraciones. Cada página empareja episodios del Viejo y del Nuevo Testamento con ilustraciones que explican su significado moral en términos de tipología.
Quedan siete manuscritos ilustrados completos del grupo biblia moralizada; todos datados de los siglos XIII a XV y fueron diseñados para el uso personal de la familia real francesa. Cuatro se crearon a principios del siglo XIII, cuando el arte eclesiástico dominaba las artes decorativas. Como era habitual en las vidrieras y resto de arte gótico de la época, las ilustraciones se enmarcan dentro de medallones. El texto explica el significado moral y teológico del texto. Muchos artistas se implicaban en la creación de cada una de estas Bibles moralisées, y sus identidades y participación en la obra no quedan claras.
Se creaban para interpretar y explicar las escrituras. Tenían un fin didáctico. Eran manuscritos de uso privado, específicamente las Bibles moraliées se diseñaron para los reyes de Francia. El segundo de los manuscritos bíblicos, Viena 1179, puede que se escribiera en latín con el propósito de enseñar a Luis VIII.

## Principales manuscritos de biblias moralizadas
La complejidad de este tipo de manuscritos, así como el gran número de miniaturas necesarias para su realización, hizo que las biblias moralizadas estuvieran reservadas a las de los reyes o los grandes príncipes. Relativamente pocos son los ejemplares conocidos que han llegado hasta nuestros días.

### Los primeros ejemplares

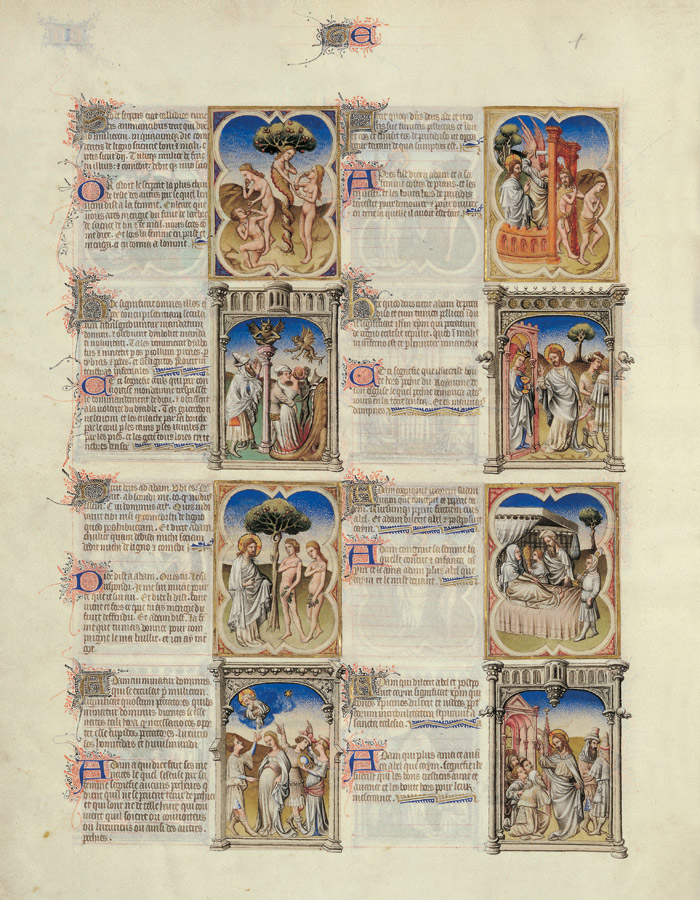
Biblia moralizada de Felipe el Atrevido.

Cuatro ejemplares de biblia moralizada están datados de la primera mitad del siglo XIII y se realizaron en un taller parisino: 
- La Biblia moralizada de Viena 2554 se conserva en la Biblioteca Nacional de Austria, Codex Vindobonensis 2554, es la única copia redactada enteramente en francés y data de los años 1215-1230[8]·[9] Llegó a la Biblioteca Imperial en Viena en 1783.[10] Tiene un frontispicio que es una de las imágenes más reproducidas de la Edad Media. Ha sido la más accesible para el estudio, debido a los facsímiles que se han publicado.
- La Biblia moralizada de Viena 1179, otro ejemplar conservado en la biblioteca de Viena, en latín esta vez y datada del mismo período, Codex Vindobonensis 1179[11] Es menos accesible que la anterior.[12]
- la Biblia moralizada de Oxford-París-Londres, un ejemplar compuesto de cuatro tomos conservados en tres lugares diferentes, datada en los años 1230-1245:
  - un tomo en la Biblioteca Bodleiana en Oxford, Ms. Bodl 270b[13] Tiene 224 hojas
  - un tomo en la Biblioteca Nacional de Francia, Ms Lat11560, formado por 222 hojas
  - dos tomos en la British Library de Londres, Harley ms 1526[14] et 1527[15] Esta tercera parte tiene 178 hojas, faltando seis hojas.
- la Biblia de San Luis, procede de la anterior, se conserva en el tesoro de la Catedral de Toledo en España (ms I-III), salvo un fragmento, que está en la Biblioteca Pierpont Morgan de Nueva York (ms M240). Debido a las estrechas relaciones entre Francia y España en el siglo XIII, aparecieron varias biblias moralizadas en España en esta época. Fue copiada e ilustrada entre 1226 y 1234 en París, por orden de Blanca de Castilla para su hijo Luis IX, quien se la regaló a Alfonso X de Castilla. Al estar expuesta en el tesoro de la catedral, es la más fácil de ver para cualquier visitante del público. Pero, al mismo tiempo, es la que más difícilmente se permite estudiar a los académicos.[16] El número de peticiones al capítulo catedralicio por parte de estudiosos que quieren acceso directo a la biblia para estudiarla se incrementa cada día, así que el capítulo decidió producir una edición facsímil de la Biblia de San Luis, que fue confeccionada por M. Moleiro Editor en Barcelona y desde 2006 está disponible una completa edición facsímil.

Estas cuatro biblias son muy parecidas entre sí pero especialmente la versión Oxford-París-Londres y la Toledo-Morgan están estrechamente relacionadas. Las más antiguas son las que se conservan en Viena (Codex Vindobonensis 1179 y 2554) que se asemejan mucho entre sí. Sin embargo ÖNB 2554 es mucho más corta (129 folia) que la ÖNB 1179 (246 folia), que contiene solo los libros del Génesis a Reyes 4 y está escrita en francés antiguo mientras que la ÖNB 1179 está en latín.
Los investigadores no se ponen de acuerdo sobre si ÖNB 2554 quedó inacabado o si una parte del manuscrito se perdió. Se ha asumido que este manuscrito se realizó en la región de Reims. Actualmente, sin embargo, los académicos están de acuerdo en que se originó en París. ÖNB 1179 lleva un contenido más completo, pero se separa sustancialmente de la biblia Oxford-París-Londres y la biblia Toledo-Morgan en la secuencia de los libros de la biblia. ÖNB 2554 y ÖNB 1179 a veces son manifestados como la primera generación de biblias moralizadas.
La segunda generación de biblias moralizadas consiste en los manuscritos en tres volúmenes Oxford-París-Londres y Toledo-Morgan. Esta segunda generación sigue la Vulgata mucho más estrechamente que las obras de la primera generación. En su estudio de 1911-1927, Laborde da una descripción amplia del parecido entre las dos biblias. Asumió que el texto de ambas biblias se basaba en la misma obra preparatoria. Según las investigaciones modernas, la Biblia de San Luis y la Biblia Oxford-París-Londres fueron realizados casi simultáneamente y algunos estudiosos creen que la Biblia de San Luis sirvieron como un modelo para la Oxford-París-Londres. En los dos primeros volúmenes la iluminación es muy similar, mientras que los fragmentos de texto muestra algunas diferencias más. La iluminación de la Biblia de Toledo es claramente de una calidad superior a aquella de la Biblia Oxford-París-Londres, que aparentemente se realizó bajo la presión del tiempo. El tercer volumen de la Biblia de Toledo y aquella de la Biblia Oxford-París-Londres muestra más diferencias. La Biblia de Toledo carece de los libros de los Macabeos presentes en Harley 1526. El tratamiento del Apocalipsis es bastante parecido en ambas obras, pero otras partes del Nuevo Testamento se tratan de manera muy diferente.

### Los manuscritos ilustrados de los siglosXIVyXV
Numerosas biblias fueron copiadas e ilustradas sobre el mismo modelo que las precedentes, aunque con algunas diferencias, pero todas ellas fueron encargos de aristócratas:
- la Biblia moralizada de Juan el Bueno es una biblia moralizada completa realizada por encargo del rey de Francia Juan II el Bueno; se conserva actualmente en la Biblioteca Nacional de Francia, Fr 167. Este manuscrito Français 167 ha sobrevivido íntegro. Puede trazarse su historia casi sin interrupción desde su creación en París por parte del rey Juan II de Francia en 1349-52 hasta la actualidad.[21]
- una biblia de origen inglés, basada en la Biblia moralizada Oxford-París-Londres, conservada en la British Library (Add.18719). Es la menos conocida de las siete grandes biblias moralizadas que se conocen. Fue copiada hacia finales del siglo XIII o comienzos del XIV.
- la Biblia moralizada de Felipe el Atrevido, quedó inacabada, fue realizada para Felipe II de Borgoña por los Hermanos Limbourg hacia 1402-1404 luego por Georges Trubert hacia 1485. El manuscrito actualmente se conserva en la BNF (Fr 166)[22] Français 166 es la última de las siete biblias moralizadas completamente ilustradas.[23]

### Otros manuscritos
Se conservan otras biblias moralizadas, pero sin una ilustración sistemática de todos los episodios bíblicos:
- la Biblia moralizada de Nápoles, una biblia encargada por Roberto I de Nápoles y completada hacia 1350, actualmente conservada en la BNF (Fr.9561)[24]
- otra biblia, llamada «biblia de Osuna», poco ilustrada y que data de fines del siglo XIV, conservada en la Biblioteca Nacional de España (Ms.10232)[25] Contiene pasajes y glosas independientemente traducidos, aunque con pocas ilustraciones.[26] La Biblia de Osuna que ahora se conserva en Madrid es una copia del texto de la Biblia de San Luis. En esta obra se previó espacio para las miniaturas, pero nunca se hicieron las iluminaciones.
- Antonio de Borgoña, el Bastardo hizo que se realizara un ejemplar en los años 1455-1460 en Brujas, actualmente conservada en la Biblioteca Real de La Haya (76 E 7).[27]